# Mary Barra
Mary Teresa Barra (nacida Mary Teresa Makela, Royal Oak, 24 de diciembre de 1961) es una empresaria estadounidense, presidente y directora ejecutiva de General Motors desde el 15 de enero de 2014, siendo la primera mujer directora ejecutiva de un importante fabricante de automóviles. El 10 de diciembre de 2013, GM la nombró  para suceder a Dan Akerson como directora ejecutiva y, antes de eso, Barra se desempeñó como vicepresidente ejecutiva de Desarrollo Global de Productos, Compras y Cadena de Suministro en General Motors. También era miembro de la Junta Directiva de Disney, miembro de la Junta Directiva de General Dynamics y del Consejo de Administración de la Universidad Stanford.  En  2014,  apareció en la portada de las "100 personas más influyentes del mundo", según la revista Time. En 2015, apareció primera en la lista de mujeres más poderosas de Fortune. En  2018, recibió el Premio Legend in Leadership al liderazgo del Yale Chief Executive Leadership Institute.

## Biografía
Barra nació en Royal Oak, Míchigan. Los padres de Barra son de ascendencia finlandesa. Los antepasados de Barra son del pueblo de Kankaanpää, en la región de Satakunta, del municipio anterior de Köyliö. Su abuelo, Viktor Mäkelä, se mudó a los Estados Unidos y se casó con Maria Luoma, una inmigrante finlandesa de Teuva. Vivieron en la ciudad minera pequeña de Mountain Iron (Minnesota). Tuvieron tres hijos, incluyendo un hijo llamado Reino, familiarmente Ray. Su padre, Ray, se casó con una estadounidense finlandesa de segunda generación llamada Eva Pyykkönen, y Mary nació en 1961. Ray trabajó durante 39 años en la fábrica de automóviles Pontiac en Detroit cuando la familia vivía en Waterford, Michigan, lugar donde Barra asistió a las escuelas de esa localidad. Se graduó en el Waterford Mott High School.
Barra se graduó en el Instituto General Motors (ahora Universidad de Kettering), donde obtuvo una licenciatura en ingeniería eléctrica. Luego asistió a la Stanford Graduate School of Business con una beca GM, recibiendo su maestría en Administración de Empresas en 1990.

## Carrera

### General Motors
En 1980 Barra comenzó a trabajar para General Motors a los 18 años, como estudiante cooperativa, revisando paneles de defensa e inspeccionando diferentes piezas para pagar su matrícula universitaria. Posteriormente, ocupó diversos puestos de ingeniería y administrativos, incluida la gestión de la planta de ensamblaje de Detroit / Hamtramck.
En febrero de 2008, se convirtió en vicepresidente de Ingeniería de fabricación global. En julio de 2009, fue promovida al puesto de vicepresidente de Recursos Humanos Globales, cargo que ocupó hasta febrero de 2011, cuando fue nombrada vicepresidente ejecutiva de Desarrollo Global de Productos. En este último cargo también contaba con responsabilidad en el diseño; y trabajó para reducir el número de plataformas de automóvil en GM. En agosto de 2013, su responsabilidad como vicepresidente se amplió para incluir la cadena global de compras y suministro.
Cuando Barra asumió el cargo de directora ejecutiva de General Motors en enero de 2014, se convirtió en la primera mujer directiva de la industria automotriz.
Durante su primer año como presidente, General Motors retiró del mercado 84 productos por cuestiones de seguridad que afectaron a más de 30 millones de automóviles. Barra fue llamada ante el Senado para testificar sobre estas retiradas y las muertes atribuidas al interruptor de encendido defectuoso. Barra y General Motors también fueron sospechosos de pagar premios para pulir la imagen del director ejecutivo y la corporación durante ese tiempo. Las sustituciones  llevaron a la creación de nuevas políticas que alientan a los trabajadores a informar los problemas que encuentran, en un intento de cambiar la cultura de la empresa.
Como directora ejecutiva, Barra ha focalizado a GM como una empresa en transición hacia el espacio tecnológico al avanzar en el sector de la automoción sin piloto. Para ello ha realizado importantes adquisiciones, incluida Strobe, una empresa emergente centrada en la tecnología sin piloto. En 2017, presionó a GM para desarrollar el Chevrolet Bolt EV, superando a su rival Tesla en el desarrollo del primer automóvil eléctrico con un precio inferior a US$40 000 y con una autonomía de 200 millas (322 km).
En 2017, Barra fue el puesto directivo mejor pagado de Detroit, con una remuneración total de $ 21,96 millones. En noviembre de 2018, Barra anunció el cierre de cinco plantas en América del Norte y 14 000 despidos de trabajadores.
En 2018, recibió una compensación total de su salario por US$21 870 000 (equivalente a $26 536 141 en 2023), además de US$2 100 000 (equivalente a $2 548 052 en 2023) como una porción de este.

### Disney
En agosto de 2017, fue elegida miembro de la junta de Disney.  Fue la duodécima persona elegida para este consejo y la cuarta mujer.

### General Dynamics
Barra fue miembro de la junta directiva de General Dynamics. También forma parte de la  junta de directores del Detroit Economic Club y Detroit Country Day School. Ella también es miembro del Consejo Empresarial, del consejo de administración de la Universidad Stanford y del consejo asesor de la Escuela de Graduados de Negocios de Stanford.

## Premios y honores
En 2013, Barra figuraba en el puesto 35 en la lista de mujeres más poderosas e influyentes del mundo, según la revista Forbes, pero a finales de diciembre de 2018 subió de rango al cuarto más poderoso.
En mayo de 2014, pronunció el discurso de graduación del campus Ann Arbor de la Universidad de Míchigan en el estadio de Michigan y recibió un título honorífico
En 2018, recibió un doctorado honoris causa por la Universidad Duke.
Barra fue la primera en la lista de mujeres más poderosas de Fortune en 2015, en comparación con la segunda del año anterior. Permaneció en el puesto número uno hasta 2017. y en el número 5 en la lista de las 100 mujeres más poderosas de Forbes World en el mismo año.
En abril de 2014, Barra apareció en la portada de las "100 personas más influyentes del mundo", según la revista Time.
En diciembre de 2016, Barra se unió a un foro de negocios reunido por el entonces presidente electo Donald Trump para proporcionar asesoramiento estratégico y político sobre cuestiones económicas. Sin embargo, dejó el foro en 2017, tras la respuesta de Trump a las protestas de Charlottesville.
En septiembre de 2018, Barra recibió el Premio Legend in Leadership Institute del "Yale Chief Executive Leadership Institute", un premio de liderazgo.
En la encuesta anual del Institutional Inversor sobre altos ejecutivos, según el Equipo Ejecutivo All-America en 2019, Barra logró el primer lugar en el sector de automóviles y autopartes.

## Vida personal
Barra está casada con el consultor Tony Barra, a quien conoció mientras estudiaba en la Universidad de Kettering, con quien tiene dos hijos. Viven en Northville, un suburbio de Detroit. También tiene un departamento en el centro de Detroit.
Sus autos favoritos son el Chevrolet Camaro y el Pontiac Firebird. Habla un poco finlandés.